# Pierre de Zanata
La pierre de Zanata est une stèle allongée portant des inscriptions probablement d'origine guanche, la langue du peuple autochtone des îles Canaries (Espagne).

## Histoire
La pierre a été trouvée en 1992 près d'une montagne, la Montaña de las Flores (Montagne des Fleurs), dans la municipalité de El Tanque (dans la partie nord-ouest de l'île de Tenerife). La pierre est visible au musée archéologique de Santa Cruz de Tenerife. 

## Caractéristiques
La roche représente une sorte de poisson. Selon Rafael Gonzales Anton, le directeur du Musée archéologique de Tenerife, les caractères semblent être du tifinagh, un alphabet utilisé par les Berbères. La pierre a été analysée par Rafael Muñoz, professeur en études arabo-musulmanes à l'université de La Laguna. La pierre de Zanata semble avoir été liée au monde magico-religieux des Guanches. Elle est considérée comme la pierre de Rosette des îles Canaries. 
Sa présence semble appuyer la théorie d'une présence punique[réf. nécessaire] dans l'archipel qui utilisa la main d'œuvre berbère.

## Source et bibliographie
- Artículo publicado en el Diario de Avisos, el día 17 de noviembre de 1996 en página web de ATAN